# 胸饰外剑水蚤
胸饰外剑水蚤（学名：Ectocyclops phaleratus）为剑水蚤科外剑水蚤属的动物。分布于俄罗斯、日本、印度尼西亚、斯里兰卡、印度、挪威、英国、捷克斯洛伐克、罗马尼亚、法国、澳大利亚、美国以及中国大陆的广东、云南、湖南、江西、北京、天津、内蒙古、黑龙江、新疆等地，一般栖息于不同类型的小型静止的水域中或是在湖泊沿岸带的水草丛中。